# ダン・ダン ドゥビ・ズバー!
「ダン・ダン ドゥビ・ズバー!」は、Dream5の13枚目のシングル。2014年10月29日にFRAMEから発売された。

## 概要
- 前作のシングル「Break Out/ようかい体操第一」から約6ヵ月ぶりの発売である。
- 表題曲は、前作『ようかい体操第一』に引き続き、アニメ『妖怪ウォッチ』のエンディングテーマ。
- カップリング曲の「Summer Rainbow」は、女子メンバー出演のイトーヨーカドー「Mc Sister」のCMソング。
- Dream5初のオリコンデイリーランク1位を達成、11月10日付のオリコンウィークリーランクでは約6.6万枚を売り上げた[2]。また、自身初のウィークリー1位も獲得。日本レコード協会のゴールド等認定でDream5としては初となる売上枚数10万枚を超えるゴールドに認定された。
- 本作品からレーベルがavex traxではなくエイベックスとレベルファイブの共同レーベル、FRAMEとなっている。

## 収録内容

### CD+DVD（初回生産盤/通常盤）
CD
1. ダン・ダン ドゥビ・ズバー! [4:53]
  - 作詞：Motsu & 高木貴司 / 作曲・編曲：菊谷知樹
2. Summer Rainbow [3:52]
  - 作詞：marker / 作曲：Masaki Iehara・NA.ZU.NA / 編曲：NA.ZU.NA
3. ダン・ダン ドゥビ・ズバー!（オリジナル・カラオケ）[4:53]
4. Summer Rainbow（オリジナルカラオケ）[3:49]

DVD
1. ダン・ダン ドゥビ・ズバー!（ミュージックビデオ）
2. ダン・ダン ドゥビ・ズバー!（振りビデオ）
3. Summer Rainbow（振りビデオ）

- CD+DVD 初回生産盤にはゲーム『妖怪ウォッチ』のキャラクター「ブリー隊長」の妖怪メダルが特典として付属する。

### CD
CD
1. ダン・ダン ドゥビ・ズバー!
2. Summer Rainbow
3. ダン・ダン ドゥビ・ズバー!（オリジナル・カラオケ）
4. Summer Rainbow（オリジナルカラオケ）

## タイアップ
| 曲名                       | タイアップ先 |
| -------------------------- | --- |
| ダン・ダン ドゥビ・ズバー! | テレビ東京系アニメ『妖怪ウォッチ』エンディングテーマ ニンテンドー3DS専用ゲームソフト『妖怪ウォッチ2 元祖&本家』エンディングテーマ |
| Summer Rainbow             | イトーヨーカドー「Mc Sister」CMソング                                                                                             |

## キング・クリームソーダバージョン
キング・クリームソーダの3rdシングル「ゲラッポ・ダンストレイン」に収録されている。